# Жиан
Жиа̀н (на френски: Gien) е град в Централна Франция. По-голямата част от града е разположена на десния бряг на река Лоара в департамент Лоаре на регион Център. Първите сведения за града датират от римската епоха. Отстои югоизточно на 80 km от департаментния център град Орлеан и на 150 km южно от столицата Париж. Градът е жп и шосеен транспортен възел. Основни отрасли в икономиката на града са туризмът, зеленчукопроизводството (главно отглеждане на аспержи), фармацевтичната и фаянсовата промишленост. Население 15 495 жители от преброяването през 2006 г.

## Личности
Родени
- Жан Юре (1877-1930), френски органист и композитор